# Bataille de Petitcoudiac
Guerre de Sept Ans
Batailles
- Minorque (navale) (1756)
- Pirna (1756)
- Lobositz (1756)
- Reichenberg (1757)
- Prague (1757)
- Kolin (1757)
- Hastenbeck (1757)
- Gross-Jägersdorf (1757)
- Moys (1757)
- Rochefort (1757)
- Rossbach (1757)
- Breslau (1757)
- Leuthen (1757)
- Carthagène (navale) (1758)
- Olomouc (1758)
- Saint-Malo (1758)
- Rheinberg (1758)
- Krefeld (1758)
- Domstadl (1758)
- Cherbourg (1758)
- Zorndorf (1758)
- Saint-Cast (1758)
- Tornow (1758)
- Lutzelberg (1758)
- Hochkirch (1758)
- Bergen (1759)
- Kay (1759)
- Minden (1759)
- Kunersdorf (1759)
- Neuwarp (navale) (1759)
- Hoyerswerda (1759)
- Baie de Quiberon (navale) (1759)
- Maxen (1759)
- Meissen (1759)
- Glatz (1760)
- Landshut (1760)
- Corbach (1760)
- Emsdorf (1760)
- Dresde (1760)
- Warburg (1760)
- Liegnitz (1760)
- Rhadern (1760)
- Berlin (1760)
- Kloster Kampen (1760)
- Torgau (1760)
- Belle-Île (1761)
- Langensalza (1761)
- Cassel (1761)
- Grünberg (1761)
- Villinghausen (1761)
- Ölper (1761)
- Kolberg (1761)
- Wilhelmsthal (1762)
- Burkersdorf (1762)
- Lutterberg (1762)
- Reichenbach (1762)
- Almeida (1762)
- Valencia de Alcántara (1762)
- Nauheim (1762)
- Vila Velha de Ródão (1762)
- Cassel (1762)
- Freiberg (1762)

- Jumonville Glen (1754)
- Fort Necessity (1754)
- Fort Beauséjour (1755)
- 8 juin 1755
- Monongahela (1755)
- Petitcoudiac (1755)
- Lac George (1755)
- Fort Bull (1756)
- Fort Oswego (1756)
- Kittanning (1756)
- En raquettes (1757)
- Pointe du Jour du Sabbat (1757)
- Fort William Henry (1757)
- German Flatts (1757)
- Lac Saint-Sacrement (1758)
- Louisbourg (1758)
- Le Cran (1758)
- Fort Carillon (1758)
- Fort Frontenac (1758)
- Fort Duquesne (1758)
- Fort Ligonier (1758)
- Québec (1759)
- Fort Niagara (1759)
- Beauport (1759)
- Plaines d'Abraham (1759)
- Sainte-Foy (1760)
- Neuville (1760)
- Ristigouche (navale) (1760)
- Mille-Îles (1760)
- Signal Hill (1762)

- Cap-Français (1757)
- Martinique (1759)
- Guadeloupe (1759)
- Dominique (1761)
- Martinique (1762)
- Cuba (1762)

- Chandernagor (1757)
- Plassey (1757)
- Gondelour (1758)
- Négapatam (navale) (1758)
- Condore (1758)
- Madras (1758)
- Pondichéry (navale) (1759)
- Masulipatam (1759)
- Chinsurah (1758)
- Wandiwash (1760)
- Pondichéry (1760-1761)
- Manille (1762)

- Saint-Louis (1758)
- Gorée (1758)
- Gambie

La bataille de Petitcoudiac est une bataille de la guerre de Sept Ans qui eut lieu en septembre 1755 dans la région des Trois-Rivières, où se trouve maintenant le Nouveau-Brunswick. Ce qui devait être une opération de déportation de la population acadienne par l'armée britannique se transforma en bataille, où ces derniers subirent des pertes importantes.

## Contexte
Après la bataille de Fort Beauséjour, les Anglais contrôlaient la plupart de l'Acadie et voulaient se débarrasser de tous les Acadiens vivant dans la région. La déportation devait s'effectuer en deux étapes. La première était de rassurer la population.
Au fort Cumberland (Beauséjour), le lieutenant-colonel Robert Monckton donne des cadeaux au prêtre Le Guerne et à d'autres Acadiens. Il parvient ensuite à convoquer au fort les chefs des familles acadiennes de la région qui sont environ 460. Le 11 août, Monckton les emprisonne ensuite dans les forts de la région et leur annonce que leurs terres sont confisquées et qu'ils seront bientôt déportés. Monckton les rassure en leur disant qu'ils iront à l'Île Royale, où les autres Français les attendent. Il permet ensuite aux femmes de visiter leurs maris. La plupart des femmes et des quelques hommes encore libres partent dans la forêt en arrière de leur village et lancent un appel de détresse aux troupes françaises restées au fleuve Saint-Jean, sous le commandement de Charles Deschamps de Boishébert. Certaines femmes profitent des visites pour donner des armes ou des déguisements dissimulés à leurs maris. Monckton interdit les visites à la suite de l'arrestation d'un homme qui tentait de s'échapper en déguisement de femme. Monckton tente ensuite d'attirer les femmes aux forts mais ne réussit pas. Après le succès du raid d'Abijah Willard et le refus de coopérer des femmes de la région, Monckton décide de déporter tous les habitants des régions limitrophes de l'isthme de Chignectou (où se trouve le fort), soit la Baie-Verte et les Trois-Rivières.

## Préparation
Le 25 août, deux semaines après l'appel de détresse, Boishébert arrive du fleuve Saint-Jean avec une soixantaine de soldats, surtout des Canadiens et autant de Malécites.
Le lieutenant-colonel Monckton ordonne au major Joseph Frye (en) de se rendre aux Trois-Rivières, de brûler tous les villages et de ramener autant de prisonniers que possible. Il envoie 200 soldats sous le commandement du major Joseph Frye.
Après l'échec du raid de Sylvanus Cobb, le 10 août, où tous les Acadiens s'étaient cachés dans les bois, Monckton pense que la dévastation forcera les femmes à venir de leur propre gré avec leurs enfants aux forts anglais. Huit navires arrivés le 21 août, dont le Syren, les attendent dans la rivière Mésagouèche près du fort Lawrence.
Une chaloupe et deux goélettes sont appareillées les 26 et 27 août. Les soldats montent à bord les 27 et 28 août. La chaloupe York and Halifax du capitaine Sylvannus Cobb en reçoit 40 dont Frye lui-même. La goélette Warren, commandée par Nathaniel Adams, en porte environ 65 dont le capitaine Thomas Speakman, les lieutenants John Endicott et Billings et le chirurgien March. La deuxième goélette, le plus gros vaisseau, est commandé par le capitaine Newell et emporte presque 100 soldats dont le major Jebediah Preble et le capitaine Brentnall.
Les bateaux partent de la rivière Mésagouèche en fin d'après-midi, le 28 août. Le même jour, ils se rendent presque à la baie du Grand-Maringouin, jettent l'ancre et y passent la nuit. Les Anglais attendent jusqu'au 31 août à cause de la pluie. Ils décident d'attendre pour partir, parce que c'était un dimanche. Ils partent au soir et jettent l'ancre en aval de Chipoudy.
Les Acadiens évacuent alors les villages. Certains font le guet et d'autres vont avertir Boishébert, qui se trouve sur la rive est de la Petitcoudiac avec une centaine d'hommes. Boishébert et ses hommes arrivent à Chipoudy en canots d'écorce et accostent à un kilomètre et demi en amont de la position des Anglais. Les Acadiens renseignent Boishébert et le conduisent près de la position des Anglais.

## Attaque à Chipoudy
Au matin du 1er septembre, Frye prépare le plan d'attaque. Une des goélettes a l'ordre de brûler les hameaux du sud de la Chipoudy, où vivent les familles Comeau, Aucoin, Labauve et Blanchard ainsi que plusieurs réfugiés. L'autre goélette et la chaloupe York and Halifax doivent détruire les hameaux situés au nord de la Chipoudy, au pied des collines. C'est la partie principale et la plus ancienne du village, où vivent les petits-fils de Pierre Thibodeau, le fondateur de la colonie, et les familles Pitre, Savoie, Levron, Breau et Gaudet. S'y trouve aussi la chapelle Notre-Dame de la Visitation.
La marée haute arrive vers cinq heures. Les soldats anglais trouvent seulement quelques femmes et leurs enfants, qui n'ont pas pu être avertis, qui étaient malades ou qui pensaient pouvoir partir à temps. Les soldats les emportent de force dans les bateaux. Ils volent certaines provisions et mettent ensuite le feu à tout sur leur passage, les champs, le bétail, le grain et les édifices.
Entretemps, Boishébert et ses hommes ne peuvent rien faire. Il ne s'attendait pas à cette stratégie des Anglais et avait placé ses hommes en différents endroits. Ceux-ci doivent faire de grands détours par la forêt et s'essoufflent à poursuivre les Anglais qui ne restent pas longtemps au même endroit.
Après avoir détruit tout le village, les Anglais rembarquent et se dirigent vers le cap des Demoiselles, où vivent les familles Martin, Blanchard, Préjean, Laure, Savoie, Breau et ainsi que des réfugiés. Ils poursuivent les mêmes manœuvres et capturent une ou deux femmes avec leurs enfants. Le travail est fini en milieu d'après-midi. Les Anglais placent leurs bateaux dans un mouillage sûr à cause du niveau trop bas de la rivière. Des soldats maltraitent quelques femmes. Quelques Acadiens se trouvant dans les environs ne peuvent endurer les cris et tirent sur les soldats, qui s'enfuient avec les femmes. Selon certains, les Acadiens auraient fait alors des dizaines de morts chez les Anglais, ce qui est contredit par d'autres historiens.
En tout, environ 181 bâtiments sont détruits dans tout le village de Chipoudy, et une trentaine de personnes ont été enlevées, soit cinq femmes et leurs enfants.
Plus tard dans la soirée, Boishébert et ses hommes remontent la rivière et s'arrêtent au village de Petitcoudiac.

## Attaque au Coude
Le 2 septembre, les trois bateaux anglais remontent la rivière. Alors qu'ils contournent le cap des Demoiselles, les sentinelles de Boishébert les voient et avertissent ce dernier, qui se trouve un peu plus en amont. Voyant que les Anglais ne vont pas s'arrêter à Petitcoudiac mais qu'ils vont sûrement y venir plus tard, Boishébert décide d'envoyer quelques éclaireurs à leur poursuite. Ayant appris des tactiques anglaises, il décide de ne plus éparpiller ses troupes. Il les sépare en seulement deux groupes, l'un restant à Petitcoudiac et il emmène l'autre un peu plus en amont.
En amont du méandre du Coude se trouve le deuxième plus grand établissement du fleuve. Sur la rive gauche se trouve la vallée du ruisseau Nacadie. Des collines entourent les prés situés à l'embouchure du ruisseau. À l'ouest, les hautes terres forment une pointe nommée Terre-Rouge, qui comprend des fermes dont celles de Jean Babineau et Charles Thibodeau et une chapelle. Au nord et à l'est, dans les hameaux de Sylvabreau vivent les familles de Jean Darois, de son beau-frère Sylvain Breau et de ses neveux Trahan.
Peu avant huit heures, les Anglais contournent la pointe du Coude. Le York and Halifax et l'une des goélettes entrent dans le ruisseau Nacadie et jettent l'ancre. Les soldats détruisent Terre-Rouge et Sylvabreau. Les deux bateaux vont ensuite plus au sud et détruisent un hameau situé sur de hautes terres au sud du ruisseau des Cochons, un endroit maintenant appelé Chartersville. Ils n'arrivent pas à trouver le Pré-des-Surette, car les maisons sont placées de façon à ne pas être visibles de la rivière.
Sur la rive droite, en amont du coude, les Anglais détruisent les fermes de Jacques Aucoin et de Jean Saulnier, à un endroit maintenant appelé Riverview. Ensuite, ils détruisent les fermes de Toussaint Blanchard et François Comeau, situées entre les deux ruisseaux en aval du Coude. Encore plus en aval, ils incendient le Village-des-Lacouline, où vivent plusieurs fils des trois frères Jacques, René et Pierre Saulnier dit Lacouline.

## Attaque à Petitcoudiac
Un peu après midi, près de la Prée-des-Surette, les trois navires se rencontrent. Frye (en) ordonne au York and halifax et à la goélette de Newell de détruire le Cran, sur la rive ouest, et les fermes des Pierre-à-Michel et des Beaumont, sur la rive opposée.
Il confie au Warren et à Adams la mission de détruire Petitcoudiac, le plus important village du fleuve. Situé dans une large étendue de marais transformés en prés par l'usage des aboiteaux, au pied des collines aujourd'hui appelées Calédoniennes, Petitcoudiac comprend trois hameaux. Le Village-des-Dubois, aujourd'hui Weldon, est situé le plus en amont au bord du ruisseau des Dubois (aujourd'hui Weldon) et comprend 7 ou 8 fermes. Ses habitants sont le clan Dubois, qui comprend les familles de Jacques Dubois, ses fils Jean-Pierre, Joseph et Jacques, ainsi que ses gendres François Delisle, Melchior Buisson, Charles Labauve et Paul Martin. Village-des-Blanchard, aujourd'hui Hillsborough, est le hameau le plus central. Il est situé sur une colline à un peu plus de trois kilomètres au sud et comprend une chapelle. Là demeurent la veuve de Pierre Amirault dit Tourangeau et ses gendres Olivier, Blanchard, Simon Martin et Pierre Comeau, ainsi qu'un ou deux autres. À moins de deux kilomètres au sud de ce dernier s'étend le Village-d'en-Bas, aujourd'hui le quartier de Surrey et Edgets Landing, où vivent Jean Bertrand, son fils Charles et ses deux gendres Joseph Pinet et Claude Brasseur. Dans le marais entre Village-des-Dubois et Village-des-Blanchard se trouve une colline appelée Île de l'étang, aujourd'hui Grays.
Selon les ordres de Frye, un premier détachement sous le commandement d'Endicott doit brûler Village-des-Dubois, pour ensuite descendre au Village-des-Blanchard. Un deuxième détachement débarqué à cet endroit doit d'abord détruire Village-d'en-Bas, pour rejoindre le premier détachement afin de brûler le Village-des-Blanchard et sa chapelle.
De 20 à 30 jeunes Acadiens se sont vraisemblablement joints aux 120 hommes de Boishébert. Parmi ceux-ci se trouveraient Olivier, Honoré et Alexis, fils de Jean Dubois le père ; Jean-Baptiste Labauve ; Joseph et Jean-Baptiste, fils de Jean Bertrand ; Jean-Baptiste Amirault ; Amand, Olivier et François, fils de Joseph Bertrand et finalement Amand, Olivier et François, fils de Pierre-Jacques Léger, ces derniers venant de l'Anse-à-Rosette, un village au sud de Petitcoudiac, à quatre kilomètres au nord de l'actuel Hopewell Cape. Contrairement aux hommes de Boishébert qui ont des armes à feu, ceux-ci sont principalement armés de coutelas et de fourches. Les femmes et les enfants sont envoyés dans un lieu sûr, loin dans la forêt.
Le Warren, chargé d'une soixantaine de soldats, s'arrête dans la large embouchure du ruisseau des Dubois. De 30 à 35 soldats débarquent et commencent aussitôt à détruire Village-des-Dubois. Le navire continue à descendre le fleuve et dépose péniblement à la chapelle, à cause de la berge vaseuse et des hauts-fonds, l'autre moitié des hommes. Ces derniers, au nombre de 25, sont placés sous le commandement du capitaine Speakman. Malgré ses ordres, Speakman quitte ce lieu et se rend au Village-d'en-Bas, pour éviter que le bateau ne soit pris dans la vase. Pour réduire les risques d'attaque, Speakman décide de changer les plans. Le chirurgien March se rend avec dix hommes au Village-des-Blanchard tandis que Speakman se rend au Village-d'en-Bas avec les 15 autres. Après avoir traversé les prés, ils rejoignent l'endroit où le Warren a jeté l'ancre. Quelques soldats restés à bord se joignent au groupe de Speakman et mettent le feu au village.
Entretemps, Boishébert amorce une manœuvre d'encerclement autour du Village-des-Blanchard. 
Avant que la manœuvre soit terminée, les Indiens ouvrent le feu sur les Anglais et courent vers eux en criant. Les Français commencent alors à tirer. Le chirurgien March est tué sur le coup tandis que d'autres soldats anglais sont atteints, certains mortellement. Ils tirent à l'aveuglette et la plupart s'enfuient en descendant la colline en courant vers le marais.
Un sergent anglais et quelques soldats aperçoivent à ce moment les Français et les Indiens qui tentent d'atteindre l'aboiteau. Ils décident de les poursuivre, tirent sur quelques Indiens et sont les premiers à gagner l'aboiteau. Ils se retranchent alors derrière les digues. Le lieutenant Billings a été atteint de deux balles pendant la fuite. Les Français tentent quelques manœuvres pour déloger les Anglais de leur position mais ne réussissent pas.
Speakman, qui finissait d'incendier le Village-d'en-Bas, voit la bataille et décide d'aller avec son groupe à la rescousse des autres Anglais. Ils parviennent à les atteindre malgré le tir des Français. Les Anglais sont maintenant au nombre de 55 à 60. Ils arrivent à transporter Billings en lieu sûr. Entretemps, Frye et ses 40 hommes à bord du York and Halifax se dirigent vers le Village-des-Blanchard. Ils tentent de jeter l'ancre près de la chapelle, mais la marée baisse et ils doivent le faire un kilomètre plus en aval, au Village-d'en-Bas, où est déjà ancré le Warren.
Frye laisse à Cobb (en) et Adams seulement quelques hommes pour défendre les bateaux. Frye traverse le marais avec les 40 autres et ils arrivent à atteindre le Village-des-Blanchard. Les Anglais sont maintenant près d'une centaine.
Pendant quelques heures, les Anglais et les Français gardent leurs positions et tirent sporadiquement. Le niveau du fleuve baisse de plus en plus, ce qui provoque l'échouement des bateaux.
Vers quatre heures de l'après-midi, Boishébert juge que les Anglais sont assez démoralisés et décide de lancer l'attaque. Son plan visera deux points, soit le coude du ruisseau du Vallon qui touche presque la Petitcoudiac et l'aboiteau en amont du ruisseau, où est concentré le gros des troupes anglaises. Les Français et les Indiens se traînent progressent en rampant et se faufilent le long des digues.
Boishébert lance le signal peu après quatre heures. Les Anglais tentent de garder leur position mais prennent vite la fuite. Ceux qui gardent la rivière se retirent vers Village-d'en-Bas en longeant la digue. 
Les soldats anglais tentent de fuir par le marais tandis que les Français, postés sur l'aboiteau, leur tirent dessus. Plusieurs soldats sont atteints, certains meurent et d'autres se noient. Ils arrivent enfin à rejoindre les deux navires, à l'embouchure du ruisseau du Village-d'en-Bas. Les 85 survivants montent à bord des bateaux et les canons commencent à tirer sur les Français.
Les troupes de Boishébert s'arrêtent à une certaine distance des bateaux, pour éviter de se faire toucher par les boulets. Quelques Indiens achèvent les Anglais blessés.
24 anglais manquent à l'appel et 11 militaires blessés, dont Billings, ont pu être ramenés à bord. Boishébert a perdu un seul homme et trois Amérindiens sont gravement blessés. La marée monte vers six heures du soir et les Anglais lèvent aussitôt l'ancre. Les deux vaisseaux rejoignent la goélette de Newell près de l'embouchure de la Memramkooke. Les Anglais passent la nuit aux alentours du cap Maringouin. Ils atteignent la rivière Mésagouèche et le fort Lawrence le lendemain matin.

## Conséquences de la bataille
Le village de Chipoudy ainsi que ceux de la moitié du cours de la Petitcoudiac sont détruits et quelques dizaines de personnes ont été enlevées. Les Acadiens ont peur que les Anglais reviennent. Quant à eux, les Anglais ont été effrayés par la défaite et ne s'aventurent plus hors des forts Lawrence, Monckton et Cumberland pendant quelques jours. Ils reprendront tout de même leurs destructions quelques jours plus tard mais en prenant plus de précautions, en envoyant plus de soldats et en attaquant uniquement les villages voisins des forts de l'isthme de Chignectou. La victoire de Petitcoudiac a sans doute poussé une partie des prisonniers du fort Beauséjour à s'évader, le 30 septembre.
Après la bataille, Charles Deschamps de Boishébert retourna à Saint-Jean avec une trentaine des familles les plus pauvres.
Ceux restés sur place résistèrent encore aux Anglais pendant environ quatre ans mais furent finalement emprisonnés. Ils refusèrent de prêter un nouveau serment d'allégeance au roi d'Angleterre en novembre 1764. La plupart se réfugièrent dans les autres colonies françaises de l'Amérique, mais certains réussirent à se cacher. Leurs descendants habitent toujours le sud-est du Nouveau-Brunswick. Sans la victoire de Petitcoudiac, l'Acadie d'aujourd'hui n'aurait peut-être pas existé.

## Monument
En 1937, la Commission des lieux et monuments historiques du Canada installa un cairn pour commémorer l’événement. Ce dernier indique que la bataille eut lieu le 2 septembre.

### Sources et bibliographie
- Paul Surette, Petcoudiac : Colonisation et destruction - 1731-1755, Moncton, Les Éditions d'Acadie, 1998, 127 p. (ISBN 2-7600-0150-4)